# Japan op de Olympische Winterspelen 2014
Japan is een van de landen die deelneemt aan de Olympische Winterspelen 2014 in Sotsji, Rusland.

## Medailleoverzicht
| Sport              | Olympiër                                             | Onderdeel                | Medaille |
| ------------------ | ---------------------------------------------------- | ------------------------ | -------- |
| Kunstrijden        | Yuzuru Hanyu                                         | Mannen                   | Goud     |
| Snowboarden        | Ayumu Hirano                                         | Halfpipe mannen          | Zilver   |
| Snowboarden        | Tomoka Takeuchi                                      | Parallelreuzenslalom (v) | Zilver   |
| Noordse combinatie | Akito Watabe                                         | normale schans           | Zilver   |
| Schansspringen     | Noriaki Kasai                                        | Grote schans             | Zilver   |
| Freestyleskiën     | Ayana Onozuka                                        | Halfpipe (v)             | Brons    |
| Schansspringen     | Reruhi Shimizu Taku Takeuchi Daiki Ito Noriaki Kasai | Team                     | Brons    |
| Snowboarden        | Taku Hiraoka                                         | Halfpipe mannen          | Brons    |

## Deelnemers en resultaten
(m) = mannen, (v) = vrouwen 

### Alpineskiën
| Olympiër     | Onderdeel  | Resultaat | Prestatie                                  |
| ------------ | ---------- | --------- | ------------------------------------------ |
| Akira Sasaki | Slalom (m) | DNF-2     | 1e run: 49,54 (28e) 2e run: niet gefinisht |
| Naoki Yuasa  | Slalom (m) | DNF-2     | 1e run: 48,74 (20e) 2e run: niet gefinisht |

### Biatlon
| Olympiër       | Onderdeel         | Resultaat | Prestatie |
| -------------- | ----------------- | --------- | --------- |
| Hidenori Isa   | Individueel (m)   |           |           |
| Hidenori Isa   | Sprint (m)        |           |           |
|                |                   |           |           |
| Miki Kobayashi | Individueel (v)   |           |           |
| Miki Kobayashi | Sprint (v)        |           |           |
| Yuki Nakajima  | Individueel (v)   |           |           |
| Yuki Nakajima  | Sprint (v)        |           |           |
| Fuyuko Suzuki  | Individueel (v)   |           |           |
| Fuyuko Suzuki  | Sprint (v)        |           |           |
| Fuyuko Suzuki  | Achtervolging (v) |           |           |
| Rina Suzuki    | Individueel (v)   |           |           |
| Rina Suzuki    | Sprint (v)        |           |           |

### Bobsleeën
| Olympiër                                                      | Onderdeel    | Resultaat | Prestatie |
| ------------------------------------------------------------- | ------------ | --------- | --------- |
| Hiroshi Suzuki Hisashi Miyazaki                               | Tweemans (m) |           |           |
| Hiroshi Suzuki Toshiki Kuroiwa Hisashi Miyazaki Shintaro Sato | Viermans (m) |           |           |

### Curling
| Olympiër                                                                      | Onderdeel | Resultaat | Prestatie |
| ----------------------------------------------------------------------------- | --------- | --------- | --------- |
| Ayumi Ogasawara Yumie Funayama Kaho Onodera Chinami Yoshida Michiko Tomabechi | Vrouwen   |           |           |

### Freestyleskiën
Mannen
| Olympiër       | Onderdeel | Resultaat | Prestatie |
| -------------- | --------- | --------- | --------- |
| Kentaro Tsuda  | Halfpipe  |           |           |
| Sho Endo       | Moguls    |           |           |
| Nobuyuki Nishi | Moguls    |           |           |

Vrouwen
| Olympiër          | Onderdeel  | Resultaat | Prestatie |
| ----------------- | ---------- | --------- | --------- |
| Manami Mitsuboshi | Halfpipe   |           |           |
| Ayana Onozuka     | Halfpipe   |           |           |
| Junko Hoshino     | Moguls     |           |           |
| Miki Ito          | Moguls     |           |           |
| Arisa Murata      | Moguls     |           |           |
| Aiko Uemura       | Moguls     |           |           |
| Chiho Takao       | Slopestyle |           |           |

### Kunstrijden
| Olympiër | Onderdeel | Resultaat | Prestatie |
| --- | --------- | --------- | --- |
| Yuzuru Hanyu                                                                                                  | Mannen    | Goud      | 280.09 (korte kür: 101.45, vrije kür: 178.64) |
| Tatsuki Machida                                                                                               | Mannen    | 5e        | 253.42 (korte kür: 83.48, vrije kür: 169.94) |
| Daisuke Takahashi                                                                                             | Mannen    | 6e        | 250.67 (korte kür: 86.40, vrije kür: 164.27) |
| Mao Asada | Vrouwen   | 6e        | 198.22 (korte kür: 55.51, vrije kür: 142.71) |
| Kanako Murakami                                                                                               | Vrouwen   | 12e       | 170.98 (korte kür: 55.60, vrije kür: 115.38) |
| Akiko Suzuki                                                                                                  | Vrouwen   | 8e        | 186.32 (korte kür: 60.97, vrije kür: 125.35) |
| Narumi Takahashi Ryuichi Kihara                                                                               | Paren     | 18e       | 48.45 (korte kür: 48.45, vrije kür niet bereikt) |
| Cathy Reed Chris Reed                                                                                         | IJsdansen | 21e       | 52.29 (korte kür: 52.29, vrije kür niet bereikt) |
| Yuzuru Hanyu Tatsuki Machida Mao Asada Akiko Suzuki Narumi Takahashi / Ryuichi Kihara Cathy Reed / Chris Reed | Team      | 5e        | 51 punten mannen - korte kür: 10 ptn. (97.98), vrije kür: 8 ptn. (165.85) vrouwen - korte kür: 8 ptn. (64.07), vrije kür: 7 ptn. (112.33) paren - korte kür: 3 ptn. (46.56), vrije kür: 6 ptn. (86.33) ijsdansen - korte kür: 3 ptn. (52.00), vrije kür: 6 ptn. (76.34) |

### Langlaufen
| Olympiër                                                    | Onderdeel          | Resultaat | Prestatie |
| ----------------------------------------------------------- | ------------------ | --------- | --------- |
| Yuichi Onda                                                 | Sprint (m)         |           |           |
| Hiroyuki Miyazawa Yuichi Onda                               | Teamsprint (m)     |           |           |
| Hiroyuki Miyazawa Keishin Yoshida Nobu Naruse Akira Lenting | Estafette (m)      |           |           |
|                                                             |                    |           |           |
| Masako Ishida                                               | 10 km klassiek (v) |           |           |
| Masako Ishida                                               | 15 km skiatlon (v) |           |           |

### Noordse combinatie
| Olympiër                                                | Onderdeel                | Resultaat | Prestatie                                                                |
| ------------------------------------------------------- | ------------------------ | --------- | ------------------------------------------------------------------------ |
| Taihei Kato                                             | Gundersen normale schans | 31e       | schansspringen: 100,0 m - 124,1 p (4e; +0.30) langlaufen: 25.45,0 (39e)  |
| Taihei Kato                                             | Gundersen grote schans   | DNS       | schansspringen: 126,5 m - 87,6 p (45e; +2.46) langlaufen: niet gestart   |
| Hideaki Nagai                                           | Gundersen normale schans | 22e       | schansspringen: 97,0 m - 119,6 p (14e; +0.48) langlaufen: 24.42,1 (30e)  |
| Hideaki Nagai                                           | Gundersen grote schans   | 26e       | schansspringen: 119,0 m - 99,3 p (27e; +1.59) langlaufen: 23.11,7 (23e)  |
| Akito Watabe                                            | Gundersen normale schans | Zilver    | schansspringen: 100,5 m - 130,0 p (2e; +0.06) langlaufen: 23.48,4 (10e)  |
| Akito Watabe                                            | Gundersen grote schans   | 6e        | schansspringen: 134,0 m - 120,8 p (4e; +0.33) langlaufen: 23.06,0 (19e)  |
| Yoshito Watabe                                          | Gundersen normale schans | 15e       | schansspringen: 100,0 m - 122,4 p (10e; +0.36) langlaufen: 24.22,3 (25e) |
| Yoshito Watabe                                          | Gundersen grote schans   | 35e       | schansspringen: 119,5 m - 95,4 p (36e; +2.14) langlaufen: 24.00,4 (33e)  |
| Yusuke Minato Hideaki Nagai Akito Watabe Yoshito Watabe | Landenwedstrijd          |           |                                                                          |

### Rodelen
| Olympiër          | Onderdeel | Resultaat | Prestatie |
| ----------------- | --------- | --------- | --------- |
| Hidenari Kanayama | Mannen    |           |           |

### Schaatsen
Mannen
| Olympiër            | Onderdeel | Resultaat | Prestatie       |
| ------------------- | --------- | --------- | --------------- |
| Yuji Kamijo         | 500 m     |           |                 |
| Joji Kato           | 500 m     |           |                 |
| Keiichiro Nagashima | 500 m     |           |                 |
| Yuya Oikawa         | 500 m     |           |                 |
| Taro Kondo          | 1000 m    | 35e       | 1.11,44 (+3,05) |
| Taro Kondo          | 1500 m    |           |                 |
| Shane Williamson    | 5000 m    |           |                 |
| Daichi Yamanaka     | 1000 m    | 36e       | 1.11,93 (+3,54) |

Vrouwen
| Olympiër                                              | Onderdeel            | Resultaat | Prestatie |
| ----------------------------------------------------- | -------------------- | --------- | --- |
| Shoko Fujimura                                        | 3000 m               |           | |
| Shoko Fujimura                                        | 5000 m               | 10e       | 7.09,65 (+18,11)                                                                                             |
| Masako Hozumi                                         | 3000 m               |           | |
| Masako Hozumi                                         | 5000 m               | 13e       | 7.12,42 (+20,88)                                                                                             |
| Shiho Ishizawa                                        | 3000 m               |           | |
| Shiho Ishizawa                                        | 5000 m               | 12e       | 7.11,54 (+20,00)                                                                                             |
| Ayaka Kikuchi                                         | 1500 m               |           | |
| Nao Kodaira                                           | 500 m                |           | |
| Nao Kodaira                                           | 1000 m               |           | |
| Misaki Oshigiri                                       | 1500 m               |           | |
| Miyako Sumiyoshi                                      | 500 m                |           | |
| Miyako Sumiyoshi                                      | 1000 m               |           | |
| Maki Tabata                                           | 1500 m               |           | |
| Nana Takagi                                           | 1500 m               |           | |
| Maki Tsuji                                            | 500 m                |           | |
| Maki Tsuji                                            | 1000 m               |           | |
| Ayaka Kikuchi Misaki Oshigiri Maki Tabata Nana Takagi | Ploegenachtervolging | 4e        | KF: 3.03,99 (won van Zuid-Korea) HF: 3.10,19 (verloor van Nederland) B-finale: 3.02,57 (verloor van Rusland) |

### Schansspringen
Mannen
| Olympiër                                             | Onderdeel      | Resultaat | Prestatie                                                                  |
| ---------------------------------------------------- | -------------- | --------- | -------------------------------------------------------------------------- |
| Daiki Ito                                            | Grote schans   |           |                                                                            |
| Noriaki Kasai                                        | Normale schans | 8e        | finale: 255,2 ptn (101,5 m en 100,0 m)                                     |
| Noriaki Kasai                                        | Grote schans   |           |                                                                            |
| Reruhi Shimizu                                       | Normale schans | 18e       | kwalificatie: 3e; 126,2 ptn (101,5 m) finale: 246,4 ptn (99,5 m en 99,5 m) |
| Reruhi Shimizu                                       | Grote schans   |           |                                                                            |
| Taku Takeuchi                                        | Normale schans | 24e       | kwalificatie: 7e; 119,1 ptn (97,5 m) finale: 239,4 ptn (98,0 m en 95,5 m)  |
| Taku Takeuchi                                        | Grote schans   |           |                                                                            |
| Yuta Watase                                          | Normale schans | 21e       | kwalificatie: 20e; 113,5 ptn (95,0 m) finale: 243,0 ptn (99,5 m en 97,0 m) |
| Daiki Ito Noriaki Kasai Reruhi Shimizu Taku Takeuchi | Team           |           |                                                                            |

Vrouwen
| Olympiër       | Onderdeel | Resultaat | Prestatie |
| -------------- | --------- | --------- | --------- |
| Yuki Ito       | Vrouwen   |           |           |
| Sara Takanashi | Vrouwen   |           |           |
| Yurina Yamada  | Vrouwen   |           |           |

### Shorttrack
Mannen
| Olympiër          | Onderdeel | Resultaat         | Prestatie                                           |
| ----------------- | --------- | ----------------- | --------------------------------------------------- |
| Satoshi Sakashita | 500 m     | 9e                | Series: 41,629 (2e) KF: 59,249 (3e) HF: 41,661 (5e) |
| Satoshi Sakashita | 1500 m    | 32e               | Series: 2.18,298 (6e)                               |
| Ryosuke Sakazume  | 1000 m    | 22e               | Series: 1.26,468 (3e)                               |
| Ryosuke Sakazume  | 1500 m    | 24e               | Series: 2.17,985 (4e)                               |
| Yuzo Takamido     | 1000 m    | 20e               | Series: 1.25,905 (4e)                               |
| Yuzo Takamido     | 1500 m    | Gediskwalificeerd | Series: Penalty (6e)                                |

Vrouwen
| Olympiër                                        | Onderdeel    | Resultaat | Prestatie                                 |
| ----------------------------------------------- | ------------ | --------- | ----------------------------------------- |
| Ayuko Ito                                       | 500 m        | 19e       | Series: 44,174 (3e)                       |
| Ayuko Ito                                       | 1000 m       | 22e       | Series: 1.33,188 (3e)                     |
| Ayuko Ito                                       | 1500 m       | 19e       | Series: 2.30,354 (3e) KF: 2.56,961 (6e)   |
| Yui Sakai                                       | 500 m        | 22e       | Series: 45,051 (3e)                       |
| Yui Sakai                                       | 1000 m       | 13e       | Series: 1.29,824 (2e) KF: 1.29.,328 (4e)  |
| Yui Sakai                                       | 1500 m       | 27e       | Series: 2.27,198 (5e)                     |
| Biba Sakurai                                    | 500 m        | 27e       | Series: 44,628 (4e)                       |
| Biba Sakurai                                    | 1500 m       | 33e       | Series: 2.28,127 (6e)                     |
| Sayuri Shimizu                                  | 1000 m       | 25e       | Series: 1.31,879 (4e)                     |
| Ayuko Ito Yui Sakai Biba Sakurai Sayuri Shimizu | 3000 m relay | 5e        | HF: 4.11,913 (3e) B-Finale: 4.15,253 (2e) |

### Skeleton
| Olympiër           | Onderdeel | Resultaat | Prestatie                               |
| ------------------ | --------- | --------- | --------------------------------------- |
| Yuki Sasahara      | Mannen    | 22e       | 2.54,20 (58,22 / 58,07 / 57,91 / -)     |
| Hiroatsu Takahashi | Mannen    | 12e       | 3.48,74 (57,53 / 57,10 / 57,13 / 56,98) |
|                    |           |           |                                         |
| Nozomi Komuro      | Vrouwen   | 19e       | 3.57,76 (59,94 / 59,82 / 59,24 / 58,76) |

### Snowboarden
| Olympiër        | Onderdeel                | Resultaat | Prestatie |
| --------------- | ------------------------ | --------- | --------- |
| Ryo Aono        | Halfpipe (m)             |           |           |
| Ayumu Hirano    | Halfpipe (m)             |           |           |
| Taku Hiraoka    | Halfpipe (m)             |           |           |
| Ayumu Nedefuji  | Halfpipe (m)             |           |           |
| Yuki Kadono     | Slopestyle (m)           |           |           |
|                 |                          |           |           |
| Rana Okada      | Halfpipe (v)             |           |           |
| Tomoka Takeuchi | Parallelreuzenslalom (v) |           |           |
| Tomoka Takeuchi | Parallelslalom (v)       |           |           |
| Yuka Fujimori   | Snowboardcross (v)       |           |           |

### IJshockey
| Olympiër | Onderdeel | Resultaat | Prestatie |
| --- | --------- | --------- | --------- |
| Azusa Nakaoku Akane Konishi Nana Fujimoto Shiori Koike Yoko Kondo Ayaka Toko Kanae Aoki Sena Suzuki Mika Hori Aina Takeuchi Tomoe Yamane Haruna Yoneyama Yurie Adachi Chiho Osawa Moeko Fujimoto Rui Ukita Yuka Hirano Tomoko Sakagami Miho Shishiuchi Hanae Kubo Ami Nakamura | Vrouwen   |           |           |